# Marian Unger
Marian Unger (* 17. November 1983 in Markranstädt) ist ein ehemaliger deutscher Fußballtorhüter und heutiger Torwarttrainer.

## Karriere

### Karriere als Spieler
Marian Unger stammt aus der Nähe von Leipzig, wuchs aber in Ostberlin auf. Dort spielte er zunächst beim SV Empor Berlin, wechselte in der B-Jugend zum BFC Dynamo und schließlich in der U19 zum FC Carl Zeiss Jena. Mit dem Übergang in den Seniorenbereich gehörte er dort zum Profiteam, nahm 2004 ein Angebot des NOFV-Oberligisten MSV Neuruppin an.
Zu Beginn der Saison 2005/06 rückte Unger dann ins nationale Rampenlicht, als der MSV in der ersten DFB-Pokalrunde gegen den FC Bayern München im Berliner Olympiastadion antreten musste. Trotz der 0:4-Niederlage zeigte der Jungtorhüter eine herausragende Leistung und wurde zu einem Probetraining nach München eingeladen. Aus dieser Zeit resultierte auch sein Spitzname „Titan“ wegen der optischen Ähnlichkeit zu Oliver Kahn. Nachdem Neuruppin zweimal in Folge den Aufstieg in die dritthöchste Liga verpasst hatte, wechselte Marian Unger zum VfL Osnabrück. Mit der Mannschaft gelang auf Anhieb der Aufstieg in die 2. Bundesliga – er kam aber nie zu seinem Einsatz für den VfL Osnabrück und spielte gelegentlich für die Zweite Mannschaft. Unger schloss sich als Nummer zwei dem 1. FC Magdeburg an und folgte nur ein Jahr später dem Lockruf des SV Babelsberg 03. Bei den Babelsbergern hatte er sofort eine sehr erfolgreiche Regionalliga-Saison mit nur 20 Gegentoren in 32 Partien und 17 Zu-null-Spielen. Die Mannschaft erreichte Platz 3 und der 25-jährige Torwart wurde zum Mannschaftskapitän ernannt. Mit gar nur 16 Gegentoren und der Regionalligameisterschaft verlief die folgende Saison noch erfolgreicher. Im April 2011 bestritt er sein 100. Punktspiel für die Babelsberger. Im Juli 2012 unterschrieb er beim FSV Zwickau, wo er im Sommer 2016 in den Aufstiegsspielen gegen den SV Elversberg maßgeblichen Anteil am Aufstieg in die 3. Liga hatte. Nach 126 Spielen für die Westsachsen ließ er seine aktive Laufbahn beim VFC Plauen und schließlich FC Thüringen Weida ausklingen.

### Karriere als Trainer
Seit Beginn der Spielzeit 2018/19 gehörte Marian Unger zum Trainerteam des Drittligisten Hallescher FC unter Chefcoach Torsten Ziegner und schaffte auf Anhieb Platz 4 – die beste Platzierung des HFC in dieser Spielklasse. Zu seinen Schützlingen gehörten dort Torhüter wie Kai Eisele, Sven Müller und Daniel Mesenhöler. Besonders verdient machte sich der Torwarttrainer um die Entwicklung von U20-Nationaltorhütern wie Tim Schreiber und Felix Gebhardt, die beim HFC den Sprung zum Stammtorwart schafften und das Vertrauen erhielten.
2022 schloss Marian Unger einen zehnmonatigen Lehrgang an der DFB-Akademie mit dem Zertifikat der UEFA A-Lizenz als höchstmöglicher Qualifikation in diesem Segment erfolgreich ab.
Zur Saison 2024/25 wechselt Unger zum Drittligisten VfL Osnabrück.

## Erfolge
- Sieger im Brandenburgischen Landespokal
  - 2005 mit dem MSV Neuruppin
  - 2009 und 2011 mit dem SV Babelsberg
- Aufstieg in die 3. Liga
  - 2010 mit dem SV Babelsberg
  - 2016 mit dem FSV Zwickau